# Walter Kirn

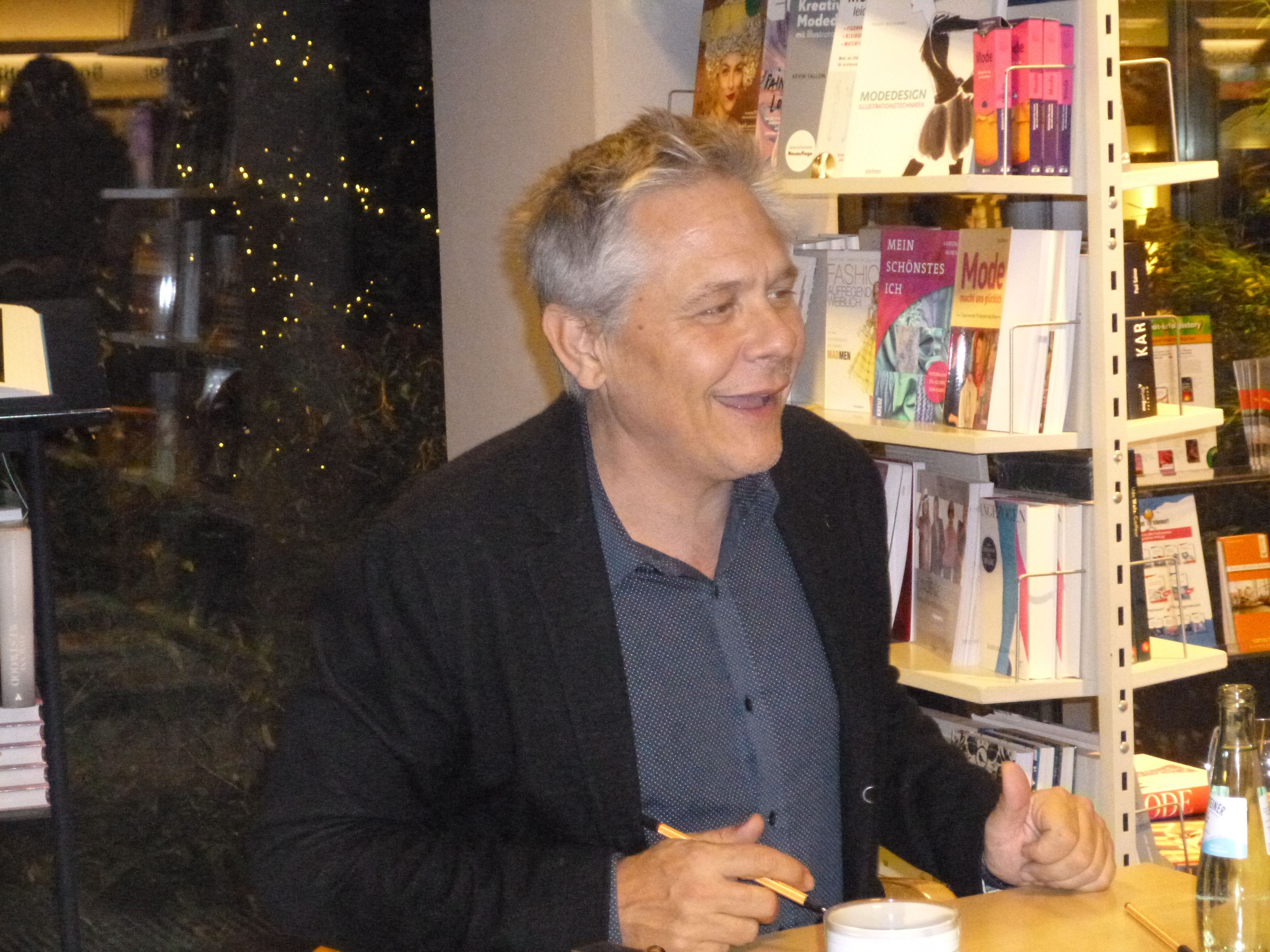
Walter Kirn (2014)

Walter Kirn (geboren 3. August 1962 in Akron, Ohio) ist ein US-amerikanischer Schriftsteller.

## Leben
Walter Kirn kam aus kleinen Verhältnissen in der Provinz und schaffte es, einen Studienplatz an der Princeton University zu bekommen, wo er 1983 graduierte. Für die Fortsetzung des Studiums an der Oxford University erhielt er ein Stipendium.
Eine erste Sammlung von Kurzgeschichten veröffentlichte er 1990 unter dem Titel My Hard Bargain. Kirns Essays und Rezensionen erschienen im New York Magazine, The New York Times Book Review, New York Times (Sunday Magazine), The Atlantic und im Time Magazin. Kirn schreibt Beiträge für The New Republic. Er war zeitweise amerikanischer Korrespondent für die BBC. 2005 führte er eine Zeitlang den Blog von Andrew Sullivan. Sein Roman The Unbinding wurde zuerst im Onlinemagazin Slate veröffentlicht. Zwei seiner Romane Thumbsucker (2005) und Up in the Air (2009) wurden verfilmt.
Kirn war seit 1998 zehn Jahre mit dem deutschen Hochstapler Christian Gerhartsreiter, alias Clark Rockefeller, befreundet, dessen vorgebliche Rockefeller-Verwandtschaft ihm als sozialem Aufsteiger imponierte. Sein 2013 erschienenes Buch über die Beziehung zu dem inzwischen verurteilten Mörder Gerhartsreiter behandelt nicht nur dessen Biografie, sondern auch dessen Erfinden von sozialen Realitäten, worin Kirn sich als Schriftsteller angesprochen sieht.
In einem Artikel in Harper’s Magazine wandte sich Kirn im Juni 2016 gegen den unbedingten Glauben an die Vorhersagbarkeit von Kauf- und Wahlverhalten, sein Artikel wurde nach der Prognosepleite der Demoskopen bei der Wahl im November 2016 noch einmal nachgelesen.

## Werke (Auswahl)
- My Hard Bargain: Stories. Knopf, New York 1990.
- She Needed Me. Pocket Books, New York  1992.
- Thumbsucker : a novel. Broadway Books, New York  1999.
  - Daumenlutscher. Dt. von Kristian Lutze. Kiepenheuer und Witsch, Köln 2001.
- Up in the Air. Doubleday, New York 2001.
  - Mr. Bingham sammelt Meilen. Aus dem Amerikan. von Henning Ahrens. Kiepenheuer und Witsch, Köln 2003.
- Mission to America. : Doubleday, New York 2005.
- The Unbinding. Anchor Books, New York  2006.
- Lost in the Meritocracy: The Undereducation of an Overachiever. Doubleday, New York 2009.
- Blood will out : the true story of a murder, a mystery, and a masquerade. Liveright Publishing Corporation, New York  2013.
  - Blut will reden. Aus dem Englischen von Conny Lösch. Beck, München 2014, ISBN 978-3-406-66768-8.
- The Stones, the Crows, the Grass, the Moon. Amazon Original Stories 2018.

## Verfilmungen
- Thumbsucker (2005)
- Up in the Air (2009)